# 사카이 슌야
사카이 슌야(일본어: 坂井 駿也, 2004년 4월 16일~)는 일본의 축구 선수이다.

## 구단 경력
그는 2022년 J1리그의 사간 도스에 입단했다. 2024년 J3리그의 테게바자로 미야자키로 이적했다.